# Вольфрамат ртути(I)
Вольфрамат ртути(I) — неорганическое соединение,
соль ртути и вольфрамовой кислоты
с формулой Hg2WO4,
жёлтое аморфное вещество,
не растворяется в воде.

## Физические свойства
Вольфрамат ртути(I) образует жёлтое аморфное вещество.
Гидротермальным синтезом
получены кристаллы
моноклинной сингонии,
пространственная группа C 2/c,
параметры ячейки a = 0,8730 нм, b = 1,1476 нм, c = 0,49324 нм, β = 114,86°, Z = 4,
структура типа молибдата ртути(I)
.
Не растворяется в воде.

## См.также
Вольфрамовая кислота